# Scaphirhynchus albus
El esturión pálido (Scaphirhynchus albus) es una especie de pez acipenseriforme de la familia Acipenseridae endémico de las cuencas del río Misuri y el bajo Misisipi que se encuentra en peligro de extinción. Debe su nombre a su pálida coloración gris blanquecina. Está estrechamente emparentado con el relativamente abundante esturión nariz de pala (Scaphirhynchus platorynchus), aunque es más grande, midiendo los adultos entre 76 y 150 cm con un peso medio de 39 kg. Tardan 15 años en madurar y desovan con poca frecuencia, aunque algunos varían en su maduración hasta 13 años, aunque pueden vivir más de un siglo. Es un miembro de la familia Acipenseridae que se originó en el periodo Cretácico, hace 70 millones de años, y desde entonces ha permanecido básicamente inalterado, por lo que la especie se considera una reliquia de la era de los dinosaurios, y se le ha llamado el pez más feo de Norteamérica.
En 1990 el Servicio de Pesca y Vida Silvestre de los Estados Unidos (SPVSEU) incluyó al esturión pálido en la lista de especies amenazadas, al observarse muy pocos individuos jóvenes en la década anterior y dando muestras de una gran disminución; la especie en la actualidad es difícil de encontrar en la naturaleza. Fue la primera especie de pez de la cuenca del Misisipi en ser incluida en la lista de especies en peligro, y la pérdida de su hábitat es la principal la razón de su declive. La mayoría de la cuenca del Misisipi ha sido canalizada y dividida por presas, lo que ha reducido los depósitos de grava y las ramas secundarias de aguas lentas que son sus lugares de desove preferidos. Hasta mediados del siglo XX el esturión pálido era común y una especie apreciada por los pescadores de caña. Se consideraba que tenía buen sabor y sus huevos fueron usados como caviar, aunque menos frecuentemente que los de otras especies de esturiones.
Los esfuerzos para evitar que las especie se extinga han tenido un éxito discreto. Se están criando en cautividad en una docena de criaderos y los alevines se liberan en la naturaleza cada año. Además para comprender mejor el comportamiento del esturión pálido les han implantado transmisores GPS para registrar sus movimientos y tratar de identificar sus áreas de desove. Las agencias federales y estatales están trabajando juntas para mejorar sus hábitats y restaurar las zonas de desove que la especie necesita para sobrevivir en la naturaleza.

## Taxonomía y etimología
Los taxonomistas S.A. Forbes y R. E. Richardson clasificaron al esturión pálido en 1905, incluyéndolo en el género Scaphirhynchus y la familia Acipenseridae, que incluye a todos los esturiones del mundo. Los parientes más cercanos del esturión pálido es el esturión nariz de pala (Scaphirhyncus platorhynchus), que todavía es relativamente común, which is still relatively common, y el esturión de Alabama  (Scaphirhynchus suttkusi), que está al borde de la extinción. Estas tres especies pertenecen a la subfamilia Scaphirhynchinae que tiene solo otro género, Pseudoscaphirhynchus, representado por otras tres especies de peces que viven en Asia centro-occidental.
El término pálido alude a su color relativamente claro respecto a los otros esturiones, sin embargo también debe su nombre a su color El nombre científico de este pez está compuesto de Scaphirhynchus, un término griego que significa «morro de pala» y la palabra latina albus que significa blanco.

## Biología

### Análisis de ADN
Se han realizado investigaciones sobre su ADN entre los estudios realizados para proteger al esturión pálido de la extinción y las demás especies próximas evaluando las variaciones en varias poblaciones de esturión pálido y las diferencias que hay con el esturión nariz de pala. Los análisis de ADN iniciales indicaban que el esturión pálido y el de nariz de pala eran la misma especie. Pero en 2000 un estudio que comparaba las secuencias de ADN de las tres especies del género Scaphirhynchus (pálido, nariz de pala y de Alabama) mostró que las tres eran especies distintas. Se realizaron varios entre 2001 u 2006 comparando las dos poblaciones de esturión pálido, una en la zona superior de las Grandes Llanuras del río Misuri y la otra en la parte inferior del río Misisipi. Estos estudios de ADN concluyeron que las poblaciones norteñas del esturión pálido están reproductivamente aisladas y son genéticamente aisladas de las poblaciones del sur localizadas en el río Atchafalaya en Luisiana. Aunque la variación genética encontrada entre los esturiones pálidos es mucho menor que la encontrada ellos y el esturión nariz de pala.
Otra razón para los análisis de ADN era determinar las tasas de hibridación entre los esturiones pálidos y los nariz de pala. En las poblaciones del sur había más híbridos que en la parte central de la cuenca del Misuri, mientras que en las poblaciones septentrionales los registros de hibridación eran muy escasos. Los híbridos eran más comunes en el río Atchafalaya en Luisiana y la secuencia de ADN de estos híbridos mostraba una variación genética respecto al esturión pálido y según los marcadores genéticos eran genéticamente indistinguibles de los esturiones nariz de pala. Debido a esta capacidad de hibridar de las dos especies, algunos biólogos opinan que puede violar la ley de especies amenazadas proteger a una especie que podría no estar aislada genéticamente de otra. No se sabe si los híbridos son capaces de reproducirse o no, y parecen ser el resultado de que huevos de esturión pálido han sido fertilizados por machos de esturión nariz de pala.

### Características físicas

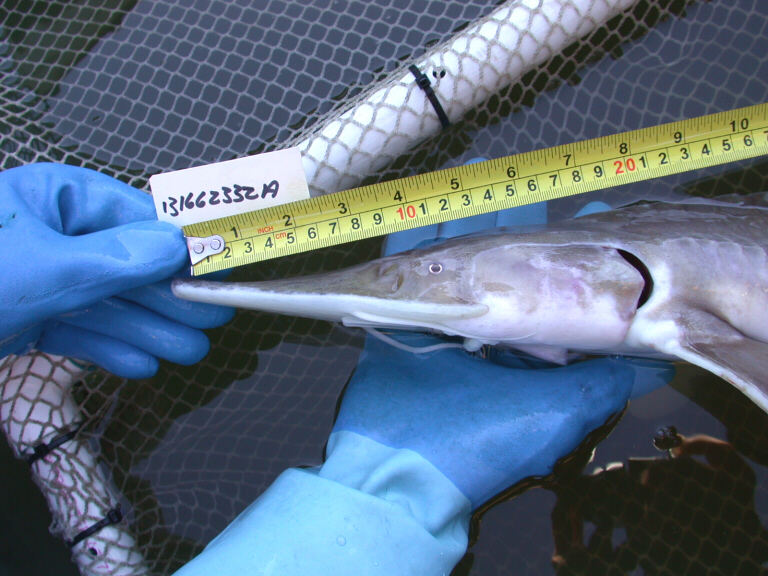
Detalle y medida de la cabeza de un esturión pálido de criadero.

El esturión pálido es uno de los peces de agua dulce más grandes de Norteamérica. Generalmente miden entre 76 and 150 cm y pesan unos 39 kg. Es una especie antigua y ha permanecido virtualmente inalterado durante  70 millones de años, desde el periodo Cretácico. El esturión pálido tiene una apariencia distintiva que se ha descrito como primitiva e incluso. Aunque visualmente similar, el esturión nariz de pala es mucho más pequeño y generalmente no pesa más de 2.3 kg. El esturión pálido es de coloración mucho más clara con tonos grisáceos claros en espalda y lados, mientras que el esturión nariz de pala es parduzco. El esturión pálido se vuelve más blanquecino a medida que crece por lo que los ejemplares jóvenes pueden ser confundidos fácilmente con los adultos de esturión nariz de pala cuando son de color similar. En Ambas especies la cola es heterocerca, con la parte superior de la aleta caudal más larga que la parte inferior, aunque es más pronunciada en los esturiones pálidos.
Como otros esturiones, los esturiones pálidos carecen de escamas o huesos que se encuentran en otras especies de peces más modernas. En su lugar tienen un esqueleto cartilaginoso con cinco filas de placas de cartílago que se extienden a lo largo de sus lados, partes inferiores y superiores, además de cubriendo la mayoría de la cabeza. Estas gruesas placas están cubiertas por la piel y le sirven como armadura protectora. El cartílago duro también se extiende a lo largo de la espalda, desde la aleta dorsal hasta la cola.
El morro y la cabeza del esturión pálido es más largo que el de nariz de pala. En ambas especies la boca se localiza muy atrás respecto a la punta del morro. Carece de dientes y usa su boca extensible para absorber peces más pequeños, moluscos y otros alimentos del fondo de los ríos. Ambas especies tienen barbas que descienden del morro junto a la boca. Se cree que estas barbas son sensores para localizar la comida. En los esturiones pálidos las dos barbas interiores son aproximadamente de la mitad de longitud que las otras dos exteriores más largas, mientras que en los esturiones de nariz de pala las cuatro son de la misma longitud. Las barbas interiores del esturión pálido están situadas a la misma altura de las exteriores, mientras que en el esturión de nariz de pala todas están localizadas delante de ellas. La longitud y la posición de las barbas es una de las formas más fáciles de distinguir ambas especies.

### Ciclo reproductivo y vital

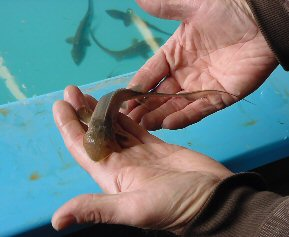
Alevín de esturión pálido en un criadero.

Los esturiones pálidos tienen una larga esperanza de vida, superando los 50 años y quizás alcanzando los 100 años. Al carecer de huesos o escamas es más difícil establecer su edad y determinar exactamente cuanto tiempo viven. Como ocurre en otras especies longevas los esturiones pálidos alcanzan la madurez sexual relativamente tarde. Los machos alcanzan la madurez sexual entre los 5 y 7 años, mientras que se cree que las hembras no son capaces de reproducirse hasta que no tienen 15 años. Un estudio en 9 hembras indican que empezaron a desarrollar huevos entre los 9 y 12 años de edad, pero que no alcanzan la madurez reproductiva hasta los 15 años. El apareamiento no tiene lugar todos los años, y la media entre desoves es de tres años; aunque hay otros estudios que sugieren que este intervalo es más largo llegando a los diez años. El desove generalmente se produce entre los meses de mayo y julio.
Antes de que se construyeran diques en el río Misuri los esturiones pálidos migraban cientos de kilómetros aguas arriba para desovar, buscando fondos rocosos con superficies duras para depositar sus cientos de miles de huevo. Una hembra de esturión pálido que fue capturada en el alto Misuri se calcula que portaba 170.000 huevos, lo que representa alrededor del 11% del peso total de su cuerpo. Tras la fertilización los huevos de esturión pálido se incuban de 5 a 8 días, tras lo cual los alevines son llevados corriente abajo durante semanas. Los alevines con colas desarrolladas buscan aguas con poca corriente y van creciendo hasta alcanzar la madurez en una docena de años. La tasa de supervivencia hasta la madurez para los alevines de esturión pálido es extremadamente pequeña y de cientos de miles de huevos que eclosionan solo un puñado viven para alcanzar la edad adulta.
Durante varias décadas no se había observado reproducción natural del esturión pálido, ya que todos los especímenes que se capturaban eran individuos viejos. Pero al final de los noventa se descubrieron individuos jóvenes en un área de riveras restauradas del bajo río Misuri. Este fue la primera muestra documentada de desove natural de esturiones pálidos en 50 años. En 2007 se informó del desove de dos esturiones pálidos hembra en la zona del Missouri National Recreational River, localizada aguas abajo de Gavins Point Dam en el río Misuri.

## Ecología

### Distribución
La distribución histórica del esturión pálido abarcaba la totalizad del río Misuri y el bajo Misisipi. La especie siempre había sido muy rara en la parte superior del río Misisipi, probablemente debido a la falta de un hábitat adecuado. Actualmente la especie se considera en peligro crítico en toda la zona de su distribución. En 2008 el esturión pálido todavía puede encontrarse a lo largo de su antigua zona de distribución, pero su población ha declinado seriamente desde mediados del siglo XX. Los ríos Misuri y Misisipi desde Montana hasta Luisiana, además del río Atchafalaya en Luisiana continúan albergando una población de esturiones pálidos viejos. Los esturiones pálidos nunca fueron muy abundantes, en 1905 cuando la especie fue identificada representaban solo uno de cada cinco de todos los esturiones del bajo Misuri y tan solo  1 de 500 donde el río Illinois se une con el Misisipi. Más recientemente, entre 1985 y 2000, la media de esturiones pálidos respecto a todos los demás esturiones descendió de 1 entre 400 a 1 entre unos 650. Un estudio de 1996 concluyó que en aquella época solo quedaban en su hábitat natural entre 6.000 y 21.000 esturiones pálidos.
Se estudiaron seis zonas con población salvaje de esturiones pálidos y el Servicio de Pesca y Vida Silvestre de los Estados Unidos estableció recomendaciones para su recuperación entre 1990 y 2006, cuando la especie fue declarada en peligro de extinción. El SPVSEU denominó estas seis zonas de estudio de las poblaciones de esturión pálido como Áreas de gestión prioritaria de recuperación (RPMA, sigla en inglés). En la región más al norte, conocida como RPMA 1, localizada entre el río Marías en Montana a las inmediaciones occidentales de la reserva de Fort Peck, solo quedaban 45 individuos salvajes (no de criadero). Entre ellos no se observaron juveniles y la población declinaba. En RPMA 2, localizada entre Fort Peck Dam, las aguas madres del lago Sakakawea y el bajo río Yellowstone hasta la confluencia del río Tongue, Montana, solo quedaban 136 especímenes salvajes. En RPMA 3, que se extiende entre las corrientes superiores del río Niobrara al lago Lewis y Clark a lo largo del río Misuri, no se registró ninguna población nativa de esturiones. Todos los esturiones que se encontraron parecían ser especímenes reintroducidos de los criaderos. Aunque estos especímenes reintroducidos parecían madurar y adaptarse bien a esta zona del río. RPMA 4 se extiende desde Gavins Point Dam hasta la confluencia del Misuri y el Misisipi. En esta región se incluye también el río Platte River. Aquí al menos 100 individuos autóctonos fueron registrados durante el periodo del estudio. RPMA 5, entre la confluencia del Misuri y Misisipi y el golfo de México, era el hábitat de varios cientos de especímenes se documentados. Aquí aparecieron evidencias que sugerían que se producía reproducción natural, al recogerse algunos pocos inmaduros no provenientes de los criaderos. La cuenca del río Atchafalaya River se designó como RPMA 6 y se registraron condiciones y poblaciones similares a las áreas RPMA 4 y 5 con un bastantes individuos nativos, cerca de 500 en total.

### Hábitat
Los esturiones pálidos prefieren las aguas con corrientes moderadas a las rápidas, la mayoría de los especímenes capturados se han encontrado en ríos y arroyos en las que la media de velocidad de corriente es de entre 0,10 y 0,88 m/s. Aunque los esturiones pálidos eligen ríos con corrientes rápidas más a menudo que los esturiones de nariz de pala.  Además prefieren las aguas turbias y las profundidades entre 0.91 y 7.6 m. La especie se encuentra más comúnmente en lugares donde el fondo es arenoso pero también vive en cursos con fondo predominantemente rocosos.
En un estudio que se realizó en Montana y Dakota del Norte en esturiones pálidos y de nariz de pala, se les colocaron radiotransmisores para estudiar sus hábitos natatorios. Se descubrió que los esturiones pálidos preferían los canales más anchos de los ríos, bancos de arena con canales en el medio y varias islas y se encontraban con más asiduidad en aguas con una profundidad entre 0,61 y 14 m. El estudio además mostró que el esturión pálido se mueve como mucho 21 km al día y a una velocidad superior a los 9.2 km/h. Se cree que los esturiones pálidos prefieren las aguas turbias y generalmente más templadas que existían antes de la construcción de la presa del río Misuri.

### Alimentación
Los esturiones pálidos generalmente se alimentan en el fondo, recorriendo las zonas arenosas de los ríos y arroyos donde viven. Aunque se sabe poco de los hábitos alimenticios exactos de la especie, se cree que se alimentan de forma oportunista. Un estudio que examinó el contenido estomacal de los juveniles de esturión pálido reveló que su dieta depende de la estación del año. Consumen varios tipos de insectos durante unas estaciones y varios tipos de peces durante otras. Este resultado apoya la descripción de los hábitos alimenticios de los esturiones pálidos como oportunistas. En la dieta básica de los esturiones pálidos los peces son más importantes que para los esturiones nariz de pala. En un estudio que comparaba las tendencias de la dieta entre adultos de esturión nariz de pala adultos e inmaduros del pálido, se descubrió que los esturiones pálidos consumían mayor cantidad de peces pequeños, como por ejemplo ciprínidos. En otro estudio realizado en la región superior del río Misuri un examen de los contenidos estomacales de los esturiones pálidos criados artificialmente y reintroducidos mostró que el 82% del peso neto eran pequeños peces respecto al resto compuesto por insectos como quironómidos, efímeras y figanéas y pequeñas cantidades de detritus y materia vegetal.

## Conservación

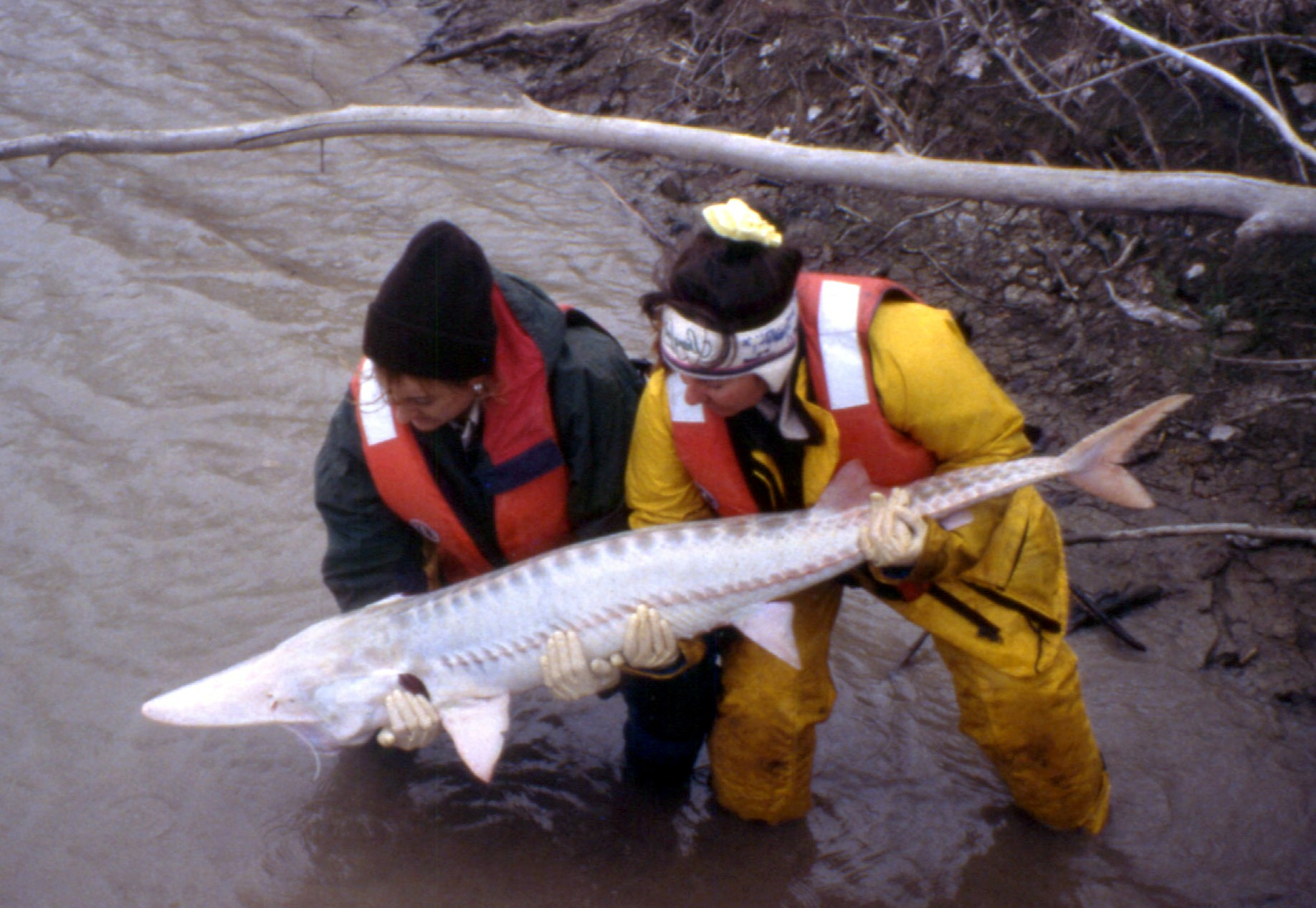
Empleados del Servicio de Pesca y Vida Silvestre de los Estados Unidos liberando a un esturión pálido en el río Yellowstone.

Aunque se cree que nunca fue abundante, las poblaciones de esturión pálido declinaron rápidamente en la última mitad del siglo XX y la especie se incluyó en la lista de especies amenazadas el 6 de septiembre de 1990. El gobierno de Estados Unidos y el de la mayoría de los estados con poblaciones de esturión iniciaron un esfuerzo de restauración de cauces para salvar a la especie de la extinción. La reproducción natural del esturión era rara e inexistente en muchas áreas, por lo que se determinó que era necesaria la intervención humana para asegurar la supervivencia de la especie. El esturión pálido era considerado un gran trofeo de pesca y su carne era apreciada así como las huevas de las hembras que se consumían como caviar, hasta que su número decreció y se incluyó en la lista de especies amenazadas. A partir de entonces todos los esturiones pálidos capturados deben ser devueltos a la naturaleza.
El cauce y las condiciones medioambientales del río Misuri en el norte las Grandes Planicies en los estados de Dakota del Norte y del Sur, Nebraska y Montana ha sido significativamente alterado. El resultado de los cambios en el río Misuri producidos por la canalización y la construcción de presas impiden la migración aguas arriba de los esturiones. La reducción de las medias de flujo de agua y de sedimentos supuso el final de las inundaciones estacionales y las inundaciones de las planicies de la región. Desde la construcción de la presa de Fort Peck en Montana en 1937, con la canalización y almacenamiento de agua derivados, el río Misuri ha perdido el 90% de sus ecosistemas de pantanos y bancos de arena. Más de 3.200 km del río Misuri han sido alterados y solo el tramo del río por encima de la reserva de Fort Peck en Montana permanece relativamente inalterada. Estas modificaciones del río han producido un impacto negativo en varias especies de peces nativos. Aunque en los 13 estados en los que se encuentra el esturión pálido solo unas pocas especies de peces más han sido incluidas en la lista de especies amenazadas. A pesar de los esfuerzos que se han realizado para asegurar la supervivencia de la especie, las dificultades que experimentan las poblaciones de esturiones pálidos para mantenerse por sí mismas hacen pensar que la protección federal deberá seguir durante décadas.

### Esfuerzos de conservación
Dos poblaciones de esturiones pálidos de los ríos Misuri y Yellowstone en Montana están en riesgo de extinción y las actuales estimaciones vaticinaban que los esturiones pálidos salvajes desaparecerían de Montana en 2018. Aunque se hizo un gran esfuerzo de repoblación en 1996, hasta que estas hembras de esturión pálido no alcancen la madurez sexual después de alcanzar los 15 años no se podrá ver el alcance de esfuerzos de repoblación en Montana. El U.S. Bureau of Reclamation ha realizado liberaciones de agua periódicas de la presa Tiber cada cuatro o cinco años para intentar recrear las inundaciones primaverales para restaurar y rejuvenecer las llanuras inundables aguas abajo. Estas liberaciones de agua para restaurar los hábitats disponibles para varias especies de peces.

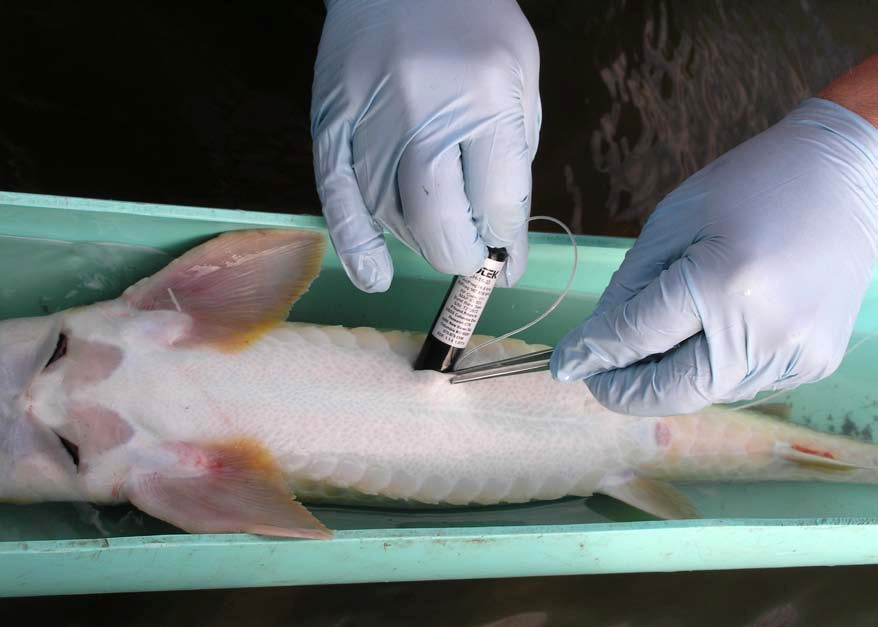
Implante quirúrgico de un radio transmisor en un ejemplar adulto de esturión pálido.

En Nebraska unos pocos esturiones pálidos han sido capturados a lo largo de límites inferiores del río Platte. A diferencia del sistema de los ríos Misisipi-Misuri el río Platte tiene solo unas pocas presas y tienen buen acceso aguas arriba desde la confluencia con el río Misuri. El bajo río Platte es poco profundo con numerosos bancos de arena y pequeñas islas. Aunque los esturiones pálidos prefieren ríos más profundos y turbulentos entre 1979 y 2003 se han encontrado una docena de esturiones pálidos allí, incluidos alguno procedente de las reintroducciones de criadero. A varios de ellos se les ha colocado un radio transmisor antes de regresarlos al río Platte River para poder determinar cuándo los niveles de profundidad y turbidez son favorables. Coincidiendo con la fecha en la que la mayoría de los esturiones fueron capturados, este periodo parece ser durante la primavera y principios del verano. A mediados del verano se reduce el nivel de agua y la turbidez del río Platte anima a los esturiones pálidos a volver al río Misuri. 
La zona inferior del río Platte, una extensión de 48 km desde el río Elkhorn hasta la confluencia con el Misuri, tiene hábitats aptos para el desove de los esturiones pálidos, aunque no hay pruebas concluyentes que se haya producido desove en esta región. Junto con el bajo río Yellowstone, el bajo Platte ha sido identificado como una de las regiones que quedan con mejor potencial para la reproducción natural de la especie regiones. En un esfuerzo para mejorar el hábitat se han planificado dos grandes liberaciones de agua en los meses de marzo y mayo desde 2009 de la presa de Gavins Point, localizada en la frontera entre Nebraska y Dakota del Sur. Aunque la cantidad de agua liberada dependerá de las reservas de agua y serán reguladas para que no se produzcan inundaciones aguas abajo, se producirá una restauración del flujo natural anterior y se propiciará el desove de los esturiones pálidos.
En Misuri, en la sección de Lisbon Bottoms del Big Muddy National Fish & Wildlife Refuge se recogieron alevines de esturión pálido en 1998. Estos alevines no nacidos en criadero fueron los primeros que se encontraron en el bajo Misuri en 50 años. La captura se produjo en un canal lateral del río Misuri que se había desarrollado para proporcionar de un hábitat apto para el desove del esturión pálido y otros peces. Aparentemente el canal era usado por los alevines de esturión pálido para protegerse de las corrientes rápidas del río Misuri.
En 2007 el Servicio de Pesca y Vida Silvestre de los Estados Unidos estableció que debían continuar con los planes de cría en cautividad, además de vigilar los cambios en cualquier población, para determinar la efectividad de la intervención humana. Los resoluciones de 2007 también hicieron énfasis en la necesidad de determinar las áreas de desove más favorables, identificar cualquier parásito o enfermedad que pudiera causar impacto en la capacidad reproductiva de los esturiones pálidos y examinar las posibilidades técnicas para poder recrear hábitats aptos sin disminuir la capacidad del SPVSES para proteger a las personas de las inundaciones destructivas, y mantener la capacidad de almacenamiento y provisión de agua para el riego y usos recreativos.